# Royal Pavilion

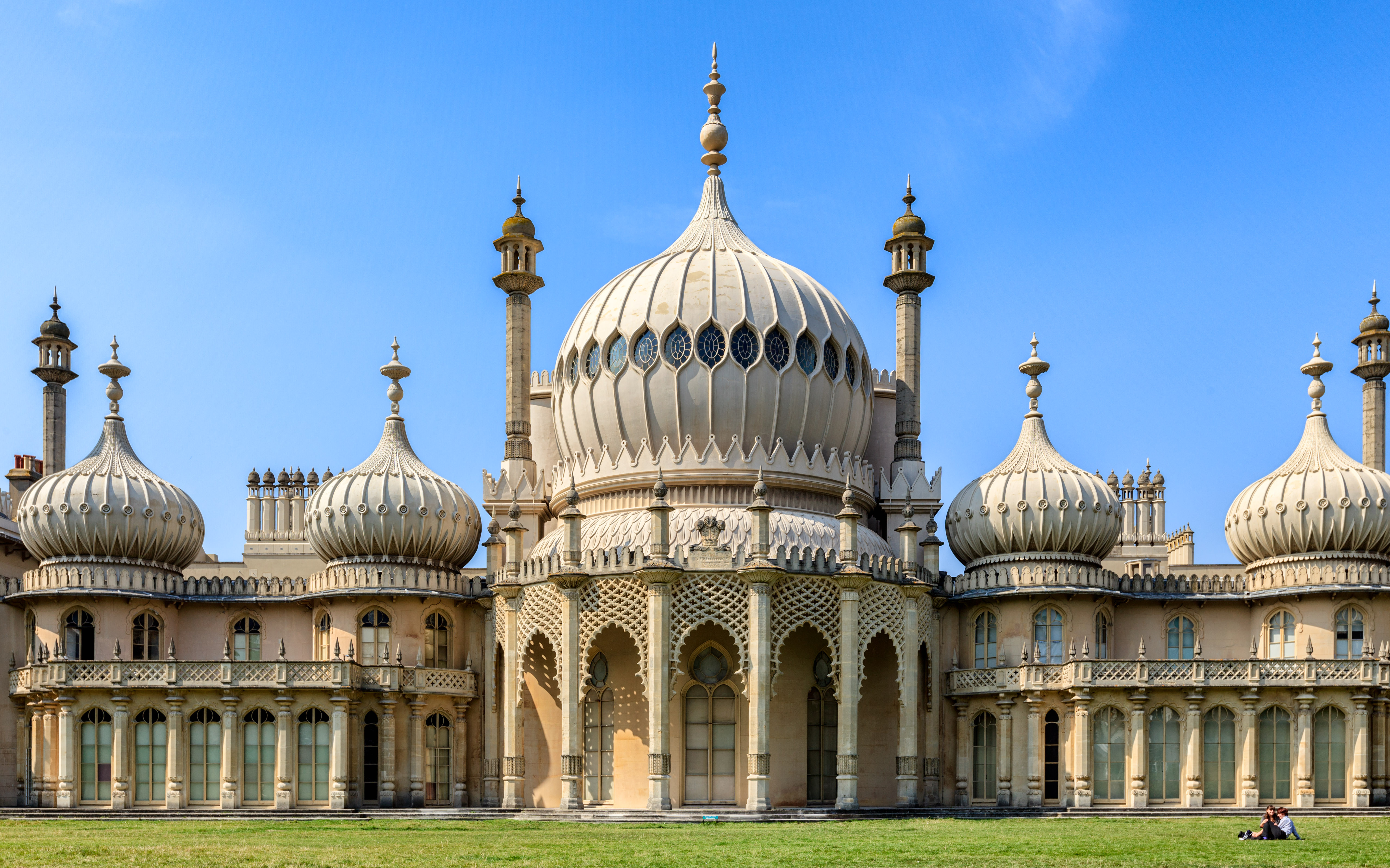
Royal Pavilion

Der Royal Pavilion ist eine frühere königliche Sommerresidenz im südenglischen Brighton. Georg IV. ließ sie als Prince of Wales in ihrer heute noch erhaltenen Form in den Jahren 1815 bis 1823 errichten.

## Geschichte

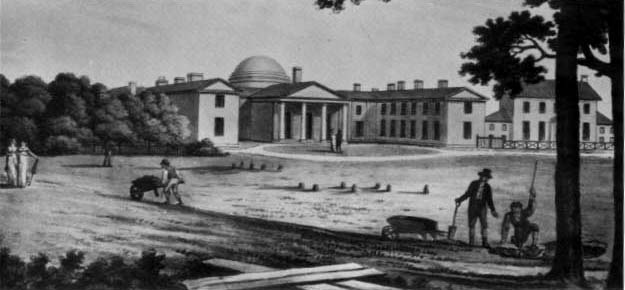
Der Royal Pavilion nach dem klassizistischen Ausbau durch Henry Holland 1787 (Abbildung vor 1810)

Der Prince of Wales besuchte Brighton erstmals 1783, kurz nachdem er die Volljährigkeit erreicht hatte. Die an der Küste gelegene Stadt wurde bekannt durch seinen Onkel, Henry, Duke of Cumberland and Strathearn, mit dem er die Vorlieben für Kochkünste, Spiele und Theater teilte, und mit dem er in Brighton im Grove House lebte. 1786 mietete er sich ein bescheidenes Farmhaus im Ort, als Liebesnest für sich und seine Mätresse Maria Fitzherbert. 1787 erwarb er dieses und ließ es zunächst von Henry Holland in klassizistischem Stil erweitern. Das Anwesen wurde zum sogenannten Marine Pavilion ausgebaut, der sich beiderseits einer zentralen Rotunde erstreckte, das ursprüngliche Haus bildete einen der Seitenflügel. Der Prinz erwarb auch das Umland. 1801–02 wurde das Gebäude vergrößert und 1803–08 durch William Porden um eine Reitschule und Ställe in indischem Stil ergänzt. 

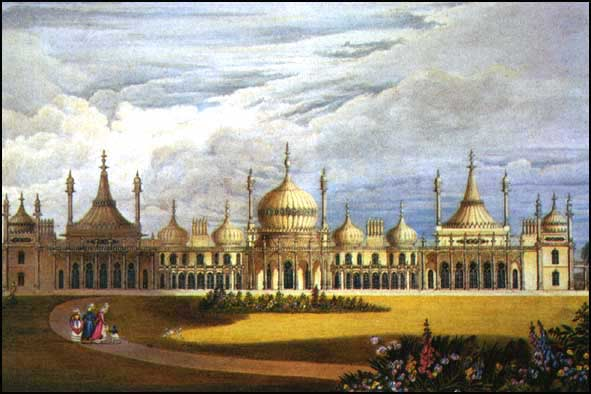
Gemälde von 1826

1815–22 baute John Nash den Pavilion zur heutigen Größe aus und gestaltete ihn im Stil eines indischen Mogulpalastes im Inneren und Äußeren um. Die Innenausstattung ist im anglo-chinesischen Stil gehalten. Dieser knüpft an die britische Chinoiseriemode an, wobei jedoch Zinnen und Strebebögen neugotisch-pittoresk erscheinen. In der Eingangshalle findet sich eine gotische Architekturrahmung, darunter Konsolenfries und Säulen, die teils orientalisiert sind; in der Bibliothek finden sich neben Konsolenfriesen auch Ansätze eines Fächergewölbes nach dem Vorbild des spätgotischen Perpendicular Style. Hier wirkt die Kombination von gotischem und anglo-chinesischem Stil aus der Mitte des 18. Jahrhunderts fort. Es offenbart sich jedoch auch die unklare Abgrenzung der ostasiatischen Stile, die aus der unzureichenden Kenntnis ihrer unterschiedlichen Charakteristika resultierte. 
Nach dem Tod des Erbauers im Jahre 1830 wurde der Palast zwar noch von seinem Nachfolger William IV. genutzt. Dessen Nachfolgerin, Königin Victoria, fand allerdings keinen Gefallen an der Residenz. Sie bedauerte den Mangel an Privatsphäre in dem Seebad und besuchte Brighton, das seit 1841 von der Eisenbahn erschlossen und entsprechend populär geworden war, nur ungern. Für Familienurlaube erwies sich der Pavilion auch deshalb als ungeeignet, weil die Kinder nicht nach draußen konnten, ohne ständig den Blicken von Neugierigen ausgesetzt zu sein. Daher erwarben Königin Victoria und Prinz Albert 1845 das Osborne House auf der Isle of Wight. Ab 1845 plante die Regierung deshalb, den Palast zu verkaufen; 1850 ging er für £53.000 an die Stadt Brighton. In der Folge diente das Gebäude zu Versammlungszwecken, während des Ersten Weltkriegs dann als Lazarett für verwundete Soldaten aus Indien und Westindien. Seit dem Zweiten Weltkrieg hat die Stadt große Anstrengungen unternommen, den Pavillon originalgetreu zu restaurieren.
2024 betrug die Besucherzahl etwa 218.000 Personen.

## Galerie

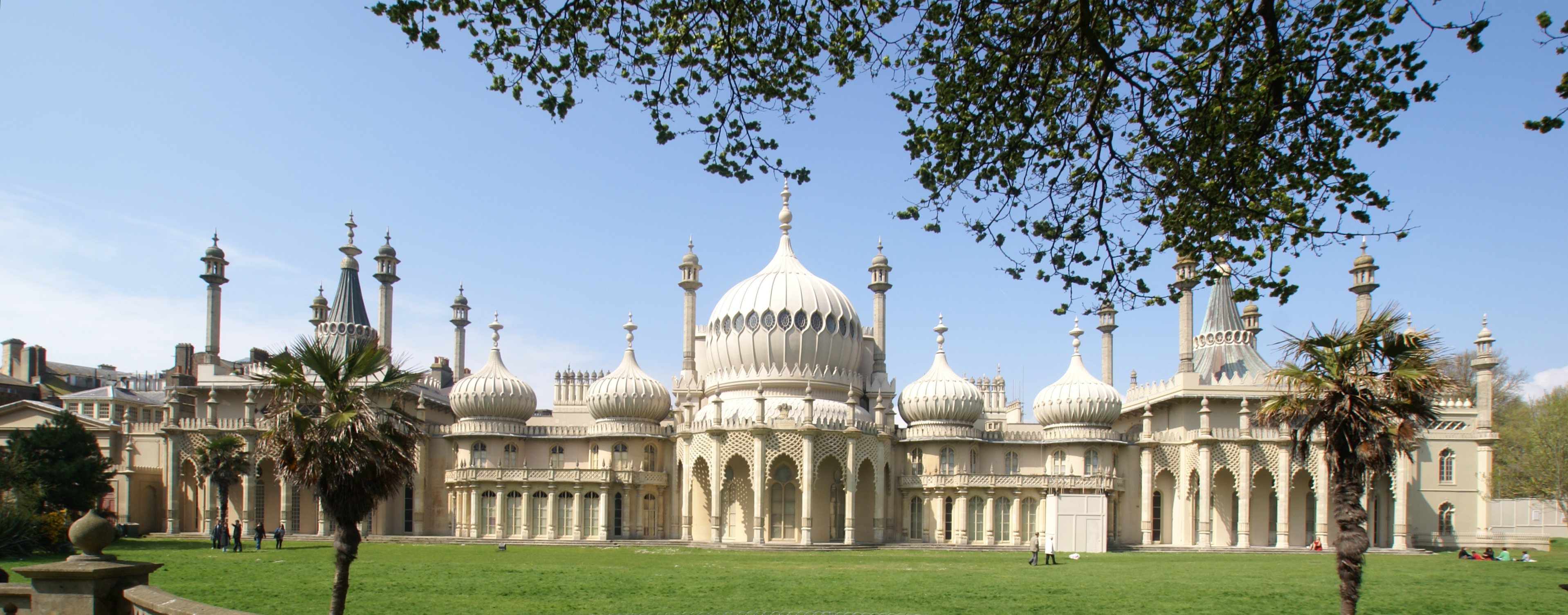
Panorama
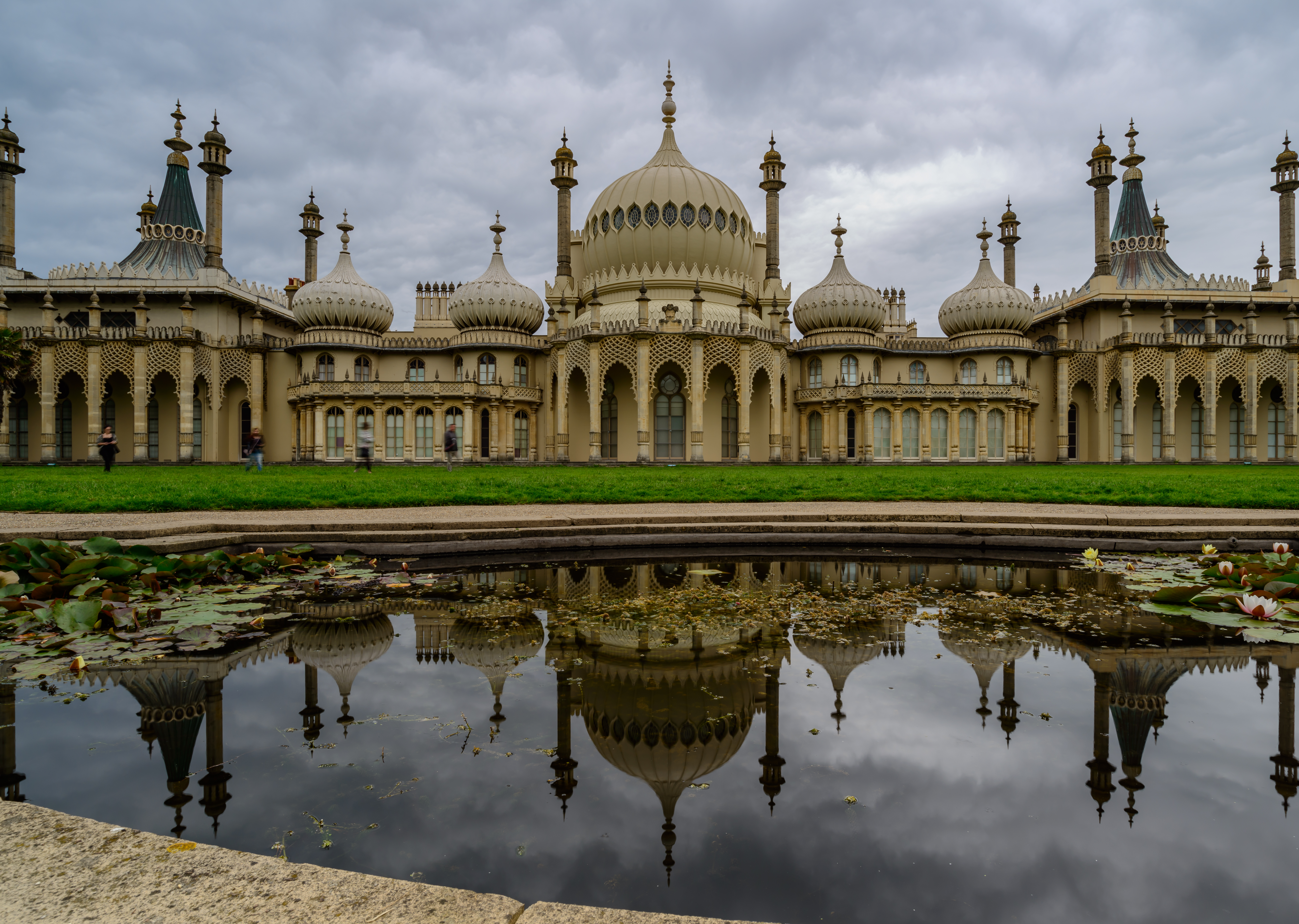
Außenansicht
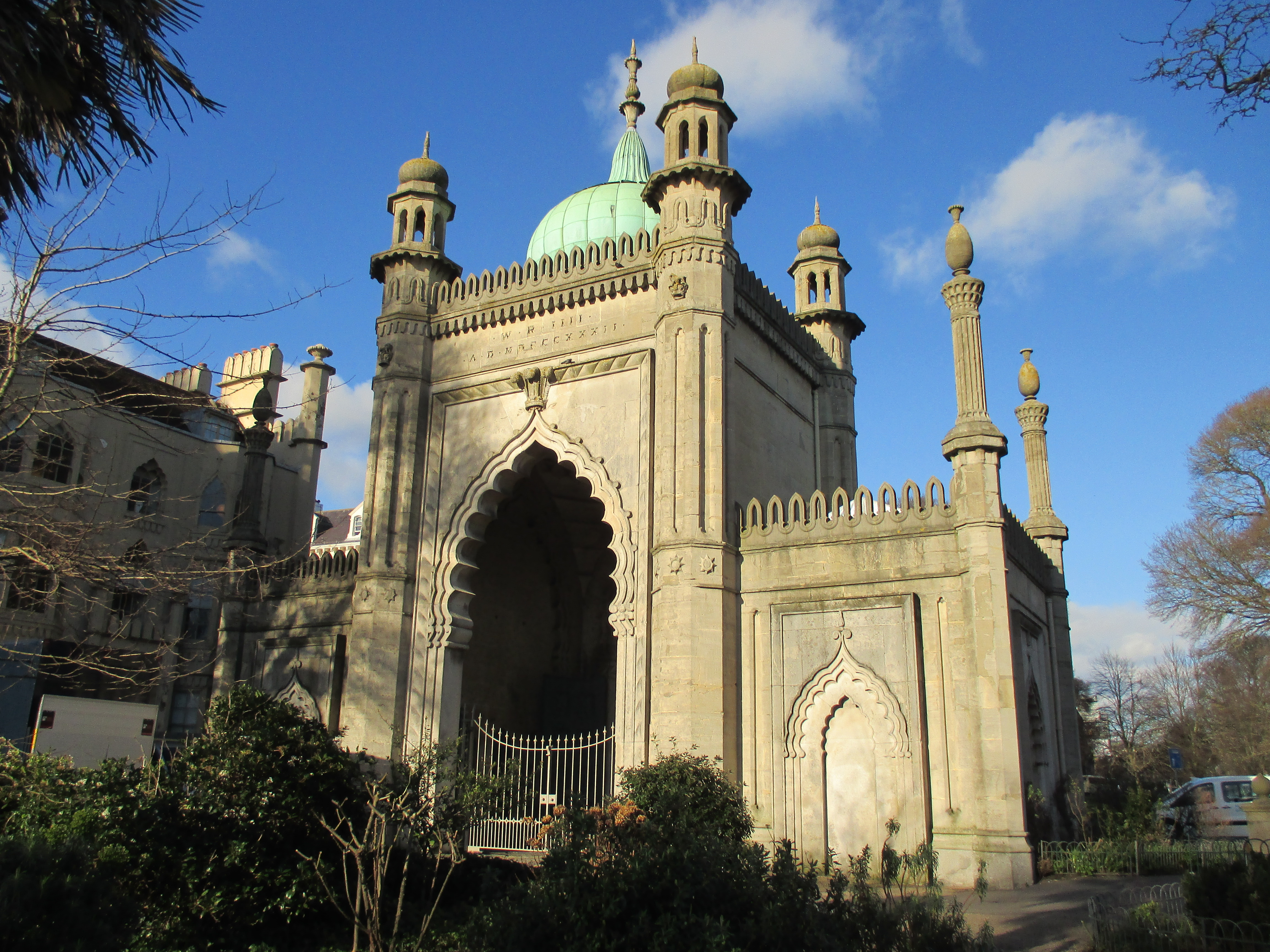
Nordeingang
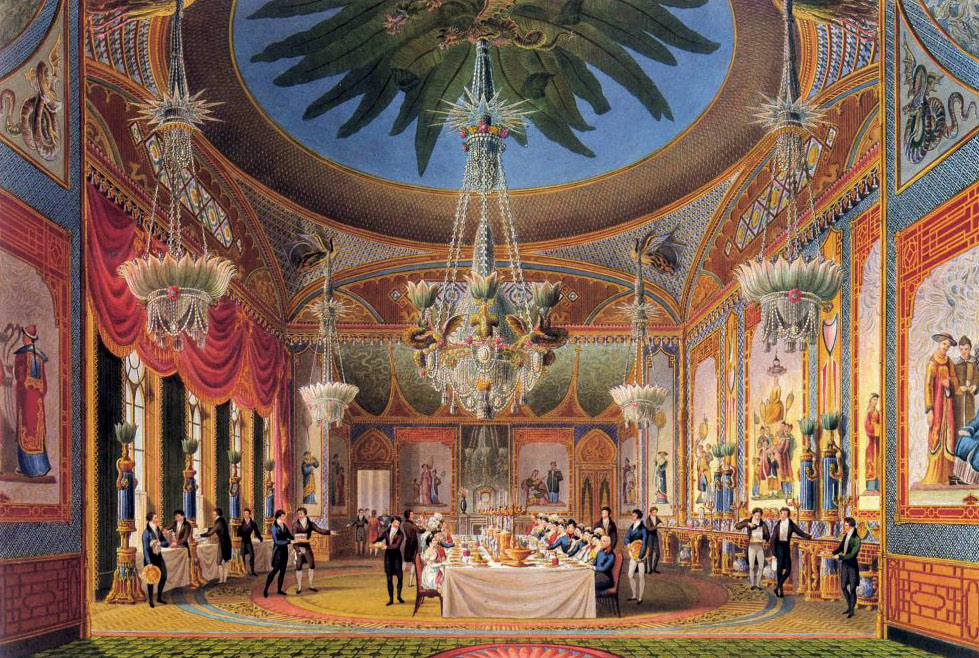
Bankettsaal
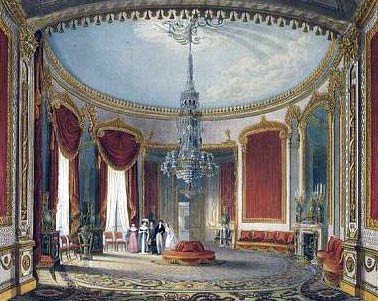
Großer Salon
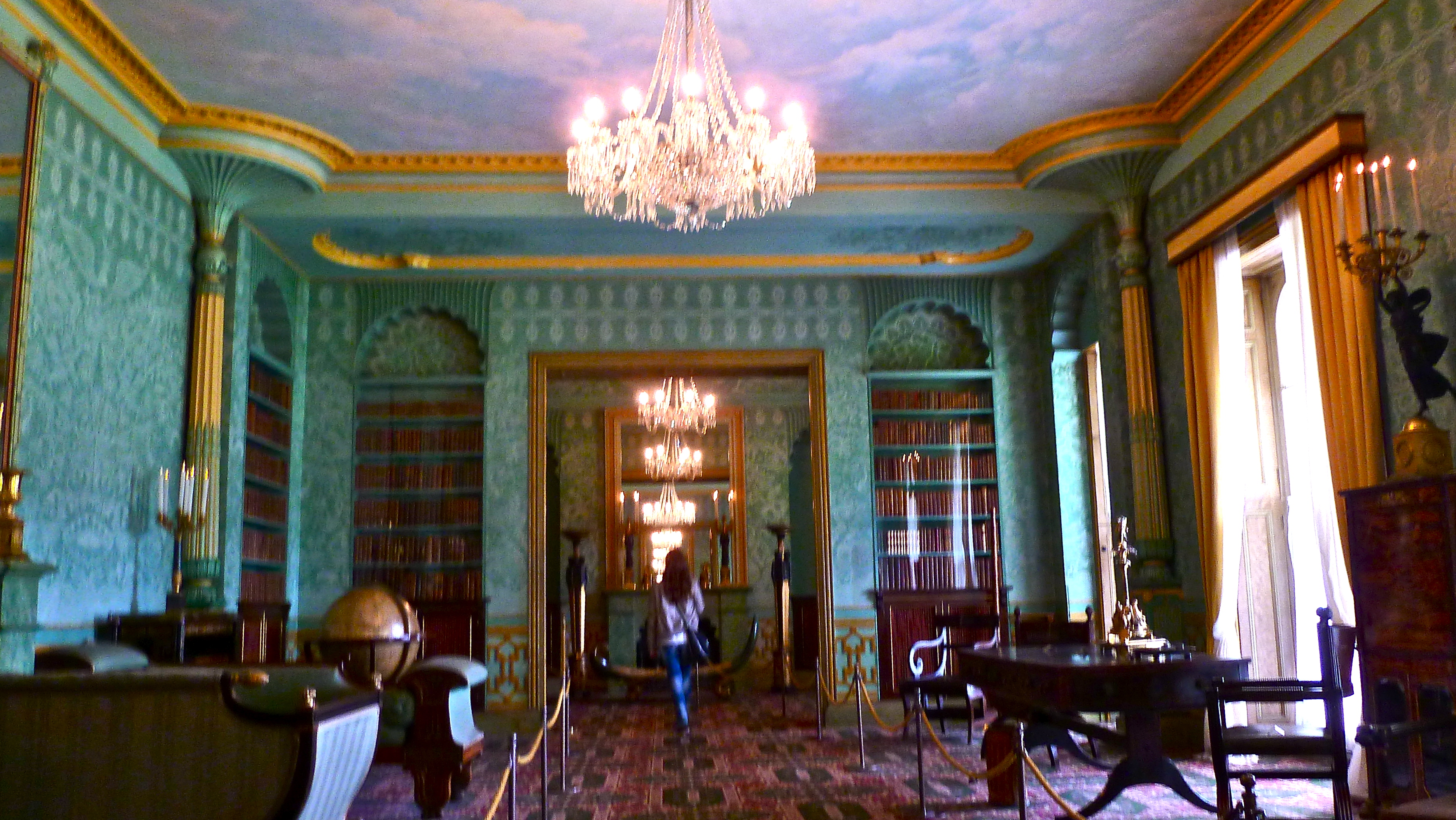
Raumflucht
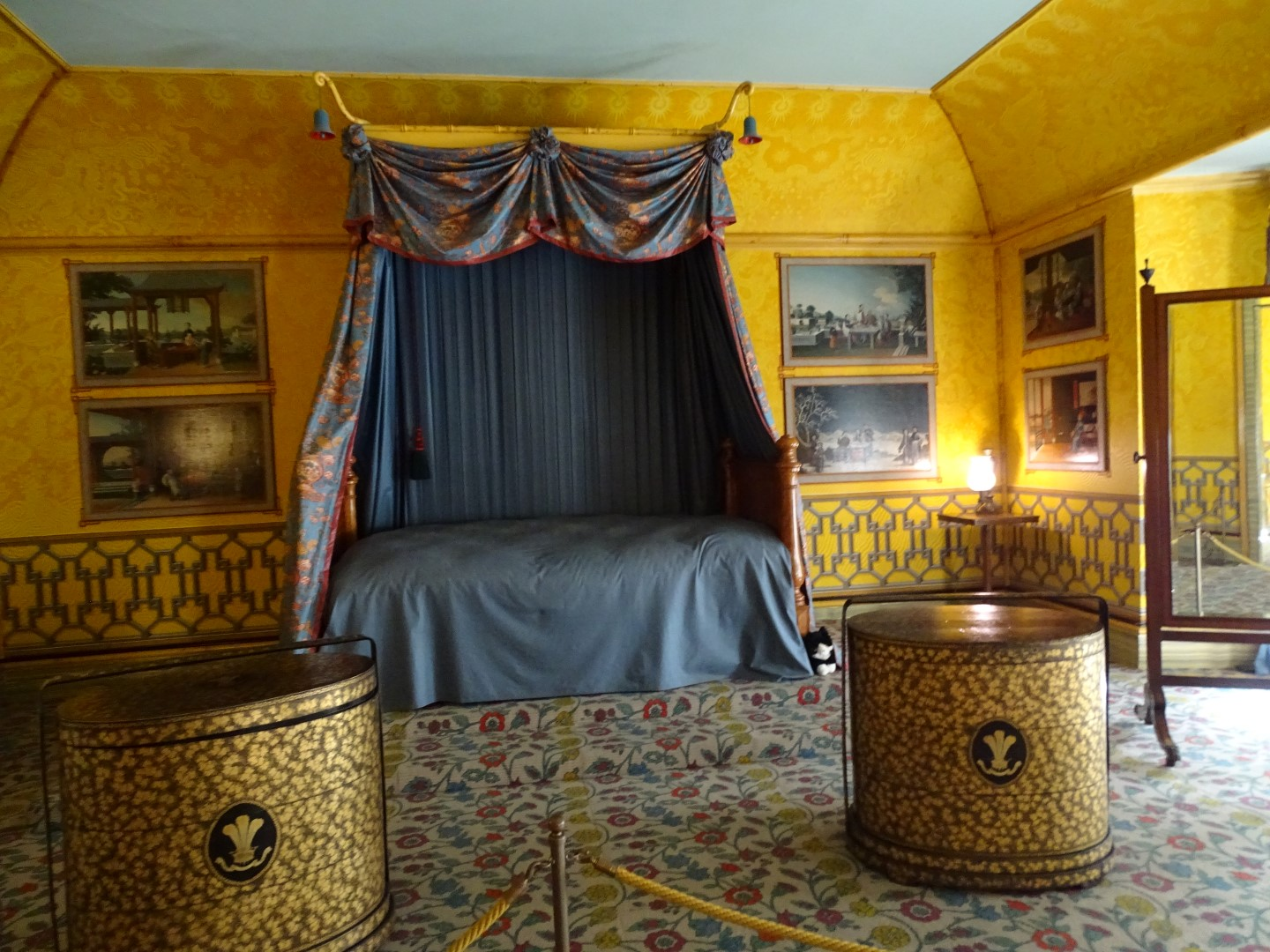
Schlafzimmer
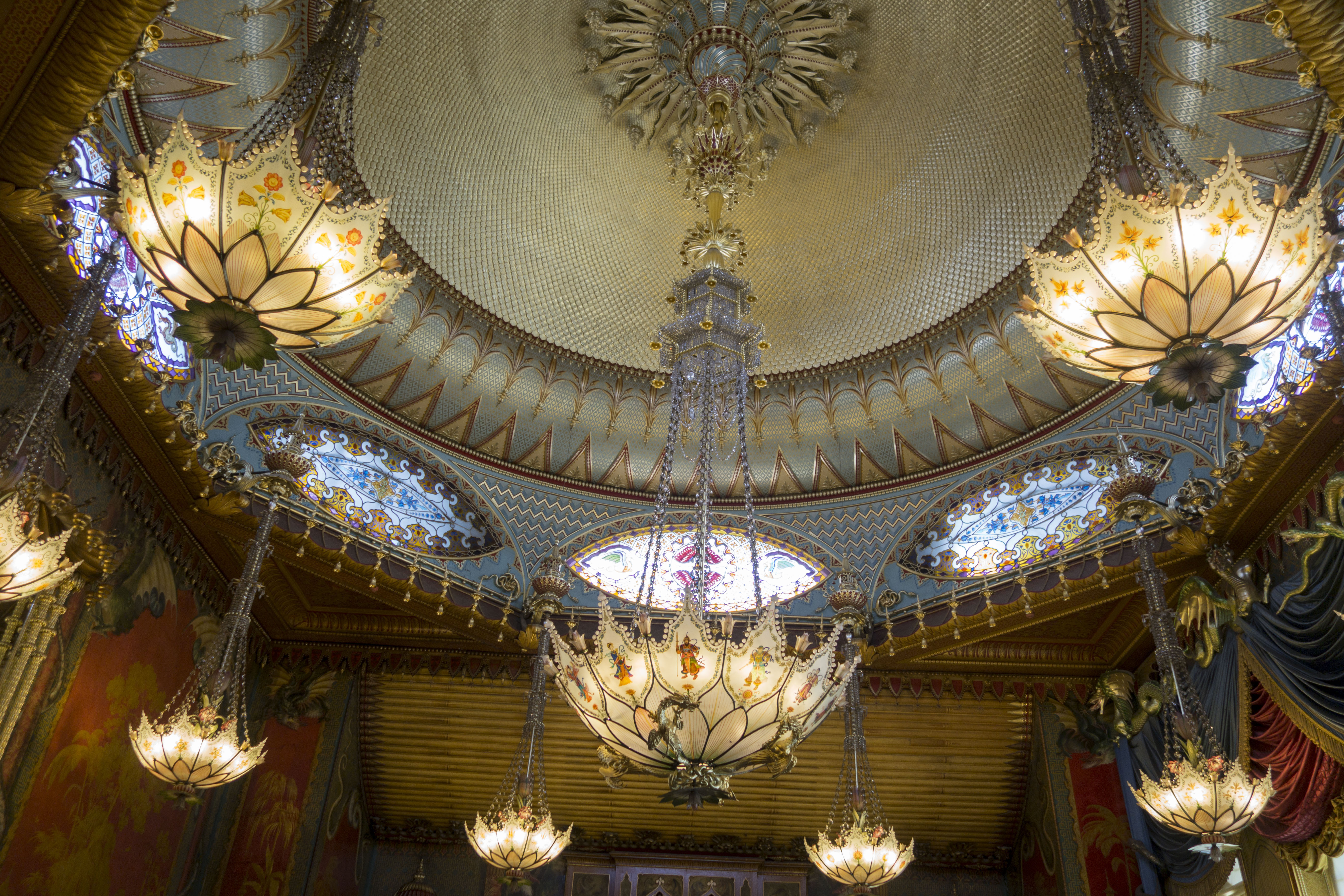
Deckenleuchter im Bankettsaal